# Mettmach

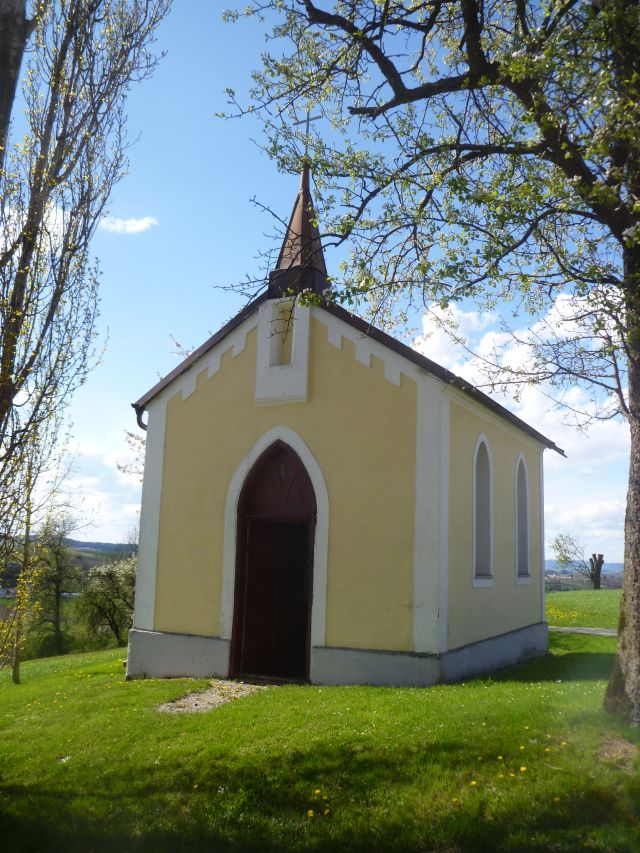
Katzenberg Marienkapelle.

Mettmach är en köpingskommun i distriktet Ried im Innkreis i det österrikiska förbundslandet Oberösterreich.  Mettmach nämndes för första gången i ett dokument från 1000-talets första hälft.
Kommunen har 2 415 invånare (2024) och består av 31 orter (Ortschaften) (inom parentes invånarantal 1 januari 2024):

- Aichet (45)
- Aigen (2)
- Arnberg am Kobernaußer Walde (122)
- Atzing (13)
- Berstenham (9)
- Bockenbach (20)
- Duttenberg (30)
- Gledt (60)
- Grading (15)
- Großenreith (53)
- Großweiffendorf (271)
- Gügling (41)
- Hub (59)
- Jagleck (33)
- Karlberg (4)
- Katzenberg (14)
- Kleinreith (97)
- Kleinweiffendorf (79)
- Kriegledt (13)
- Lehen (34)
- Mairing (23)
- Mettmach (556)
- Mitterdorf (226)
- Nagsdorf (69)
- Neulendt (27)
- Neundling (120)
- Nösting (86)
- Oberdorf (122)
- Scherwolling (7)
- Staxroith (14)
- Warmanstadl (151)